# Erwin Kessler

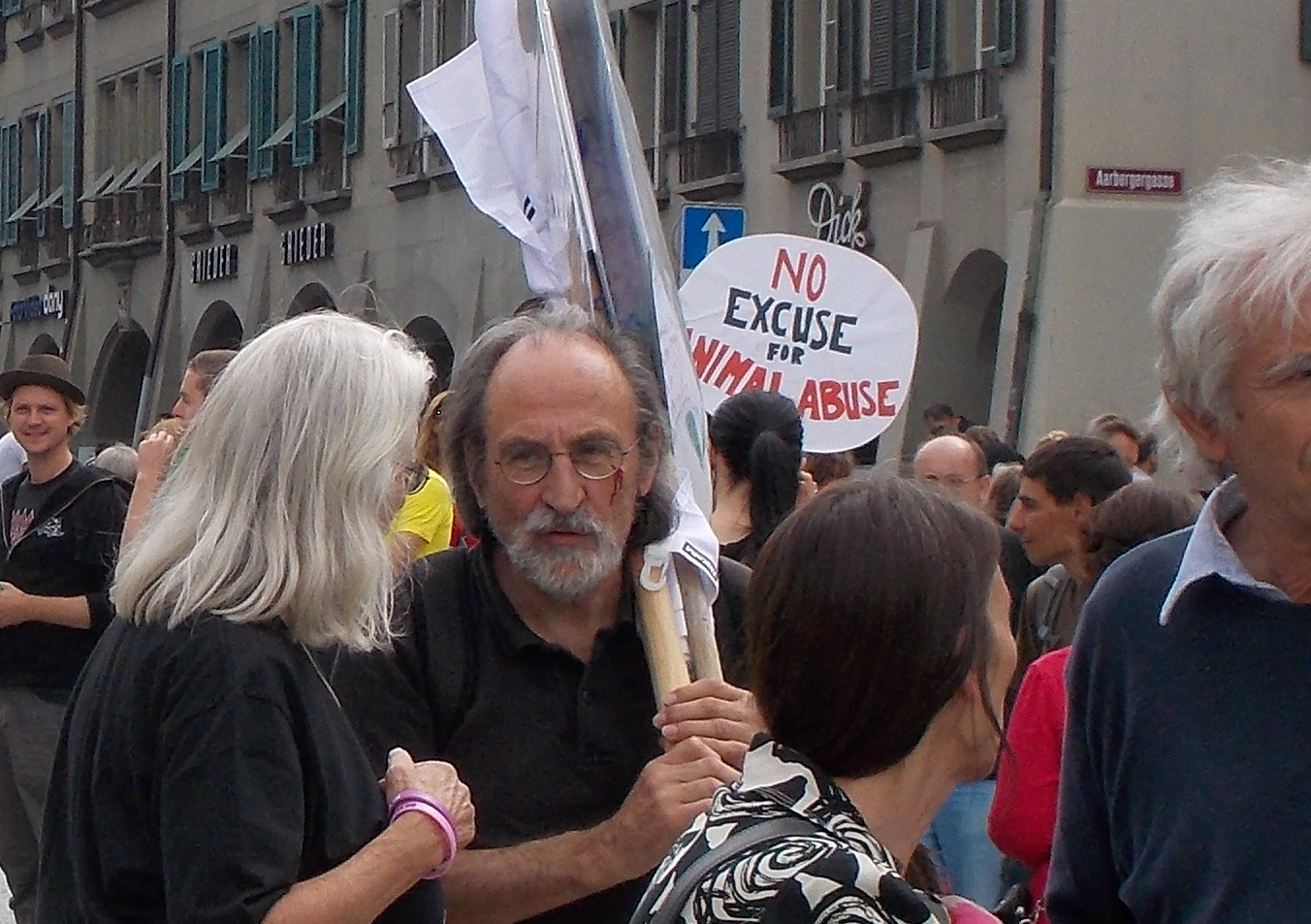
Erwin Kessler bei einer Tierrechtsdemonstration in Bern, Juli 2014

Erwin Kessler (* 29. Februar 1944 in Romanshorn; † 23. oder 24. September 2021 in Tuttwil, Gemeinde Wängi, heimatberechtigt in Felben-Wellhausen, Thundorf und Zürich) war ein Schweizer Tierschützer und Bauingenieur.
Er gründete 1989 den Verein gegen Tierfabriken (VgT), dem er bis zu seinem Tod vorstand.

## Studium und Beruf
Erwin Kessler studierte Bauingenieurwesen an der ETH Zürich und wurde in diesem Fach promoviert.

## Verein gegen Tierfabriken
Nach Aussage des Journalisten Hans Stutz war Kessler in den 1970er Jahren Mitglied der Nationalen Aktion gegen die Überfremdung von Volk und Heimat (der heutigen Schweizer Demokraten).
Vom Schweizer Tierschutz (STS) enttäuscht, gründete Kessler am 4. Juni 1989 den Verein gegen Tierfabriken (VgT) mit Sitz in Tuttwil, den er seither präsidierte und dessen hauptamtlicher Geschäftsführer er war. Gemäss den Statuten entscheidet der Vorstand über Massnahmen. Den Mitgliedern und der Bevölkerung wird nahegelegt, Tierquälereien zu melden. Der VgT besucht dann diese Betriebe heimlich und fotografiert. Er deckte dabei, wie beim Fall Hefenhofen, Verstösse gegen die Tierschutzgesetzgebung und damit kantonale Vollzugsdefizite auf.
Der VgT prangert an, dass auch die Veterinärämter und Gerichte ihren vom Gesetz belassenen Auslegungsspielraum mehrheitlich zugunsten der Tierhalter einsetzen würden, etwa bei der Bemessung der Bussenhöhe oder mit der Akzeptierung von geringen Mengen Stroh-Einstreu, mit denen Schweine zwar halbwegs ihren Spieltrieb, nicht aber ihren Nestbautrieb befriedigen könnten. Es komme gelegentlich vor, dass die teils unter wirtschaftlichem Druck der Marktöffnung stehenden Tierhalter kantonale Inspektoren tätlich bedrohten. Kessler selbst wurde 2009 von einem Tierhalter, dessen Stall er ungebeten betreten hatte, unter anderem mit einer Peitsche verprügelt.
Er starb in der Nacht vom 23. auf den 24. September 2021 im Alter von 77 Jahren in Tuttwil. Seine engste Vertraute und Vizepräsidentin des VgT Sonja Tonelli erklärte, die Arbeit von Kessler weiterführen zu wollen.

## Juristische Auseinandersetzungen
Kessler war in zahlreiche Prozesse verwickelt; nachfolgend eine Auswahl:
- 1999: weil die Post sich weigerte, «VgT-Nachrichten» als unadressierte Werbesendungen in Haushalte zu liefern, die keine Werbung wünschen.[11][12]
- 2002: Prozess um «Kontakte zur Neonazi- und Revisionistenszene», weil Kessler unter anderem auf der Internetpräsenz des Vereins dem Holocaustleugner Jürgen Graf eine Plattform geboten hatte.[13][14]
- 2006: Auseinandersetzung mit dem freiburgischen Regierungsrat Pascal Corminboeuf, der Erwin Kessler wegen Ehrverletzung verklagte, weil dieser ihm vorwarf, mehrfach gegen das Tierschutzgesetz verstossen zu haben.[15]
- 2008: Auseinandersetzung mit der Moderatorin Katja Stauber, die erst im Februar 2013 endete. Kessler hatte Artikel über ihren angeblichen Gebrauch von Botox und die damit verbundene Tierquälerei verfasst.[16][17][18]
- 2011: Auseinandersetzung mit Pharmamanager Daniel Vasella, weil Kessler diesen wegen der Tierversuche der Pharmaindustrie als „Massenverbrecher“ und „Tierquäler“ bezeichnet hatte.[19][20]
- 2013: Auseinandersetzung mit der schweizerischen Zeitung «Le Matin», die Kessler Bagatellisierung des Holocausts vorwarf.[21][22]
- 2014: Auseinandersetzung mit dem Schweizer Fleisch-Fachverband, der gegen die Ausstrahlung eines Werbespots des VgT im Schweizer Fernsehen SRF vorging.[23][24][25][26][23]
- 2015: Auseinandersetzung mit angeblicher Hetzkampagne gegen diverse Personen aus der Freidenker- und Tierrechtsszene.[27][28][29][30]

## Antisemitismus-Vorwurf
1996 bezeichnete Kessler den Tierschutzanwalt Antoine F. Goetschel als «heimlichen Juden», weil er, so Kessler, das Schächten verharmlose. Im gleichen Jahr sprach Kessler in der Zeitschrift Recht + Freiheit von «links-jüdische[n] Journalisten», die sich an ihm rächen wollten. Im Dezember 1998 veröffentlichte der Sonntags-Blick unter dem Titel Judenhetzer Kessler: die Polizei ermittelt einen kritischen Artikel über Kessler. Über den herausgebenden Ringier-Verlag schrieb Kessler daraufhin: «Der Sonntags-Blick erscheint im jüdisch beeinflussten Riniger-Verlag [sic!] (Ellen Ringier, die Frau des Ringier-Bosses, ist aktive Jüdin, was sie aber verheimlicht).» Im Oktober 2000 beschwerte sich Kessler nochmals über den Ringier-Verlag, welcher ihn wegen des mutmasslich jüdischen Hintergrunds Ellen Ringiers boykottiere oder verleumde. An die Bundesrätin Ruth Dreifuss stellte Kessler im Juli 2000 die Frage: «Wären Sie wohl auch so tolerant, wenn sich eines Tages Menschenfresser bei uns niederliessen, deren Glauben vorschreibt, jede Woche das Herz einer Jüdin zu fressen?» Er unterstellte der Bundesrätin damit, dass sie im Rahmen der Glaubensfreiheit Tierquälerei toleriere. 2002 warf Kessler der kurzlebigen Gratiszeitung Metropol vor, sie betreibe «verlogene, jüdisch orientierte Desinformation» und «jüdische Manipulation» der Leserschaft. Er bezeichnete die Zeitung als «verlogenes Judenblatt» und sprach ausserdem von einer Fälschung in einem Artikel über den Holocaustleugner Jürgen Graf, der kein Holocaustleugner, sondern nur ein Revisionist sei.
1998 versuchte Kessler den Talmud, dem er Rassismus vorwarf, in schweizerischen Bibliotheken und Buchhandlungen zu verbieten. Die Bezirksanwaltschaft Zürich trat auf die Anzeige nicht ein.
Kessler wurde 1998 selbst wegen Widerhandlung gegen die Rassismusstrafnorm vom Zürcher Obergericht zu einer unbedingten Gefängnisstrafe von 45 Tagen verurteilt. Das Bundesgericht bestätigte diese Verurteilung.
2001 kämpfte Kessler gegen die Dissertation von Pascal Krauthammer «Das Schächtverbot in der Schweiz 1854–2000. Die Schächtfrage zwischen Tierschutz, Politik und Fremdenfeindlichkeit». Krauthammer schreibt beispielsweise: «In Anbetracht seines institutionalisierten Antisemitismus und Rassismus erstaunt es kaum, dass Erwin Kessler intensive Kontakte zur rechtsextremen und revisionistischen Szene pflegte.» Erwin Kessler glaube an die klischeehafte Verschwörung der jüdischen Medien und auch der Wissenschaft. Kessler über den Prozess: «Der Jude Pascal Krauthammer behauptet in einer als Dissertation getarnten Hetzschrift gegen die Schächtgegner, diese Zitat [sic!] aus dem Talmud seien schon lange als Fälschung entlarvt worden.» Im Oktober 2002 hatte Erwin Kessler beim Bezirksgericht Münchwilen ein vorläufiges Verkaufsverbot erreicht, schliesslich stellte das Bundesgericht in einem weiteren Prozess, den Kessler gegen eine Rezension des Buches von Krauthammer angestrengt hatte, fest, dass es sich bei der Feststellung der Kontakte Kesslers mit Rechtsextremen und Revisionisten um keine Verleumdung handelte. Im Juli 2003 stellte das Bezirksgericht Münchwilen in der Hauptverhandlung fest, dass Kessler die Persönlichkeitsrechte Krauthammers missachtet hatte. So hatte Kessler Krauthammer unterstellt, er sei nur bei Radio DRS tätig, um die Medien nach dem jüdischen Geschmack zu beeinflussen, und die Universität Zürich habe seine Arbeit nur angenommen, weil sie sich nicht Antisemitismus-Vorwürfen aussetzen wollte. Kessler musste Krauthammer und dem Verlag Schulthess schliesslich eine Entschädigung von 10'000 Franken bezahlen sowie das Urteil ein Jahr auf seiner Homepage veröffentlichen.
Hans Stutz stellte in seiner Einschätzung des Rassismus in der Schweiz des Jahres 2006 fest, dass Kessler für den Holocaustleugner Jürgen Graf Partei ergriff. So schrieb Kessler über Graf: «Zu 15 Monaten Gefängnis wurde er [Jürgen Graf] verurteilt, weil er Einzelheiten der offiziellen Geschichtsschreibung mit sachlichen Argumenten kritisierte. Deshalb musste er die Schweiz als politischer Flüchtling verlassen. Er lebt nun in Russland, wo er durch die Meinungsäusserungsfreiheit geschützt ist und deshalb nicht an die Schweiz ausgeliefert wird.»
Kessler sagte in einem Interview zu den Antisemitismus-Vorwürfen, er hasse «Schächt-Juden», sei aber kein Antisemit. Zum St. Galler Tagblatt sagte er: «Zu meinen damals gemachten Äusserungen stehe ich nach wie vor. Sie mögen zwar provokativ sein, sind aber richtig, man muss sie nur richtig lesen.» Was ihm als Antisemitismus unterstellt würde, wäre nur «Kritik am Schächten».

## Publizistisches Wirken
Erwin Kessler schrieb ein Buch zum Thema «Tierfabriken in der Schweiz». Von ihm verfasste Artikel wurden in der Mythen-Post und in seiner Hauszeitschrift, den VgT-Nachrichten, veröffentlicht.
- Tier-Fabriken in der Schweiz. Fakten und Hintergründe eines Dramas. Orell Füssli, Zürich 1991, ISBN 3-280-02069-7 (Kompletter Text online, PDF)
- Erfolgreich gegen Wikimedia klagen in Schwarzbuch Wikipedia 2 Herausgeber: Andreas Mäckler ISBN 978-3-943007-46-6